# Episodi di Hunter (terza stagione)
La terza stagione della serie televisiva Hunter, composta da 22 episodi, è andata in onda sulla NBC dal 27 settembre 1986 al 18 luglio 1987. In Italia è stata trasmessa su Rai 2 nel 1989.
| nº | Titolo originale             | Titolo italiano                         | Prima TV USA      | Prima TV Italia |
| -- | ---------------------------- | --------------------------------------- | ----------------- | --------------- |
| 1  | Overnight Sensation          | Edizione straordinaria                  | 27 settembre 1986 | 1989            |
| 2  | Change Partners and Dance    | Cambia partner e balla                  | 4 ottobre 1986    | 1989            |
| 3  | Crime of Passion             | Delitto passionale                      | 11 ottobre 1986   | 1989            |
| 4  | The Castro Connection        | Castro Connection                       | 1º novembre 1986  | 1989            |
| 5  | High Noon in L.A.            | Mezzogiorno di fuoco a Los Angeles      | 8 novembre 1986   | 1989            |
| 6  | From San Francisco with Love | Da San Francisco con amore              | 15 novembre 1986  | 1989            |
| 7  | True Confessions             | Confessione volontaria                  | 22 novembre 1986  | 1989            |
| 8  | Love, Hate, and Sporty James | La vendetta di Sporty James             | 6 dicembre 1986   | 1989            |
| 9  | The Contract                 | Le regole del gioco                     | 13 dicembre 1986  | 1989            |
| 10 | The Cradle Will Rock         | A tutto rock                            | 3 gennaio 1987    | 1989            |
| 11 | Bad Company                  | Cattive compagnie                       | 10 gennaio 1987   | 1989            |
| 12 | Down and Under               | All’altro capo del mondo                | 17 gennaio 1987   | 1989            |
| 13 | Straight to the Heart        | Dritto al cuore                         | 24 gennaio 1987   | 1989            |
| 14 | Requiem for Sergeant McCall  | Una reputazione da salvare              | 7 febbraio 1987   | 1989            |
| 15 | Double Exposure              | Doppia preda                            | 14 febbraio 1987  | 1989            |
| 16 | The Girl Next Door           | Una ragazza seria                       | 21 febbraio 1987  | 1989            |
| 17 | Any Second Now               | Da un momento all’altro                 | 28 febbraio 1987  | 1989            |
| 18 | A Child Is Born              | Un giudizio affrettato                  | 14 marzo 1987     | 1989            |
| 19 | Crossfire                    | Tiro incrociato                         | 11 aprile 1987    | 1989            |
| 20 | Hot Pursuit - Part 1 & 2     | Caccia sfrenata (prima e seconda parte) | 2 maggio 1987     | 1989            |
| 21 | Hot Pursuit - Part 1 & 2     | Caccia sfrenata (prima e seconda parte) | 9 maggio 1987     | 1989            |
| 22 | Shades                       | Ombre                                   | 18 luglio 1987    | 1989            |